# Jimmy Dickinson
James William "Jimmy" Dickinson MBE (25. april 1925 - 8. november 1982) var en engelsk fodboldspiller (venstre half) og manager.
Dickinson tilbragte hele sin 19 år lange karriere, fra 1946 til 1965, hos Portsmouth F.C. Her spillede han over 750 ligakampe, og var med til at vinde det engelske mesterskab i både 1949 og 1950.
Dickinson spillede desuden 48 kampe for det engelske landshold. Hans første landskamp var et opgør mod Norge 18. maj 1949, hans sidste en kamp mod Danmark 5. december 1956.
Dickinson var en del af det engelske hold der deltog ved VM i 1950 i Brasilien, landets første VM-deltagelse nogensinde. Turneringen endte med et skuffende exit efter det indledende gruppespil for englænderne, og Dickinson spillede alle landets tre kampe. Han deltog også ved VM i 1954 i Schweiz.
Efter at have indstillet sin aktive karriere var Dickinson også, i perioden 1977-1979, manager for Portsmouth,

## Titler
Engelsk mesterskab
- 1949 og 1950 med Portsmouth F.C.